# 塞尔焦·巴蒂斯蒂尼
塞尔焦·巴蒂斯蒂尼（義大利語：Sergio Battistini，1963年5月7日—），意大利男子足球运动员，司职后卫。他曾代表意大利国奥队参加1984年夏季奥林匹克运动会足球比赛，获得第四名。